# 拿戈瑪第經集
拿戈瑪第經集（英語：Nag Hammadi library）是指一批於1945年在上埃及地區的拿戈瑪第所發現的一系列莎草紙翻頁書。
這批翻頁書總共有五十多篇不同的文章，大多數都屬於早期基督教的諾斯底教派的經書，但亦有三篇文章是出自《赫姆提卡文集》（Corpus Hermeticum，或譯《秘義集成》），以及《柏拉圖理想國》的局部翻譯。在此年，一些當地的農民發現了這些被放入13個用皮封口的陶罐內，用皮革包裝好的莎草紙翻頁書。學者一般認為這批翻頁書是一部文集，是被附近的聖帕科米烏斯（或譯為「帕科謬」，天主教會則譯為「聖白窮美」）修道院的僧侶所埋藏，因為擁有這一批當時被指為異端的禁書是違法的。聖亞大納西對除滅非正典經書的要求以及於公元390年狄奧多西一世所頒布的一系列法令可能驅使了人把這些（為擁有者帶來）危險的著作收藏好。
雖然拿戈瑪第經集的內容可能自希臘文翻譯而來，但此經集皆以科普特語寫成。當中最著名的著作可能是多馬福音，而至今只有拿戈瑪第經集載有此書的完整內容。此作被發掘出來後，人們發現手稿中載有一些耶穌語錄的片段，與1898年發現的俄西林古蒲草紙中的耶穌語錄相同，而它們亦能在早期的基督教教會文獻中找到。這些科普特語經集的希臘文原版之成書日期一直為人所爭論，一般認為是介乎公元一世紀至二世紀之間。而拿戈瑪第經集則版認為是在三世紀至四世紀成書。
拿戈瑪第經集現時存放在埃及開羅的科普特博物館。

## 拿戈瑪第經集內容
- 抄本一 (亦被稱為「榮格抄本」):
  - 《使徒保羅的祈禱》（The Prayer of the apostle Paul）
  - 《雅各密傳》
  - 《真理的福音》
  - 《論復活》（The Treatise on the Resurrection）
  - 《三部訓言》（The Tripartite Tractate）
- 抄本二:
  - 《約翰密傳》
  - 《多馬福音》（屬 語錄福音）
  - 《腓力福音》（The Gospel of Philip）
  - 《掌權者的本質》（The Hypostasis of the Archons）
  - 《論世界的起源》（On the Origin of the World）
  - 《對靈魂的注釋》（The Exegesis on the Soul）
  - 《爭戰者多馬書》（The Book of Thomas the Contender）
- 抄本三:
  - 《約翰密傳》（The Apocryphon of John）
  - 《埃及人福音》
  - 《蒙福的尤格諾斯托》（Eugnostos the Blessed）
  - 《耶穌的智慧》（The Sophia of Jesus Christ）
  - 《與救主的對話》（The Dialogue of the Saviour）
- 抄本四:
  - 《約翰密傳》（The Apocryphon of John）
  - 《埃及人福音》（The Gospel of the Egyptians）
- 抄本五:
  - 《蒙福的尤格諾斯托》（Eugnostos the Blessed）
  - 《保羅啟示錄》（The Apocalypse of Paul）
  - 《雅各啟示錄（一）》（The First Apocalypse of James）
  - 《雅各啟示錄（二）》（The Second Apocalypse of James）
  - 《亞當啟示錄》（The Apocalypse of Adam）
- 抄本六:
  - 《彼得與十二使徒行傳》（The Acts of Peter and the Twelve Apostles）
  - 《雷：完美的思想》（The Thunder, Perfect Mind）
  - 《有權柄的教訓》（Authoritative Teaching）
  - 《我們偉大力量的觀念》（The Concept of Our Great Power）
  - 柏拉圖所著《柏拉圖理想國588a-589b》（Republic by Plato）原作並非諾斯底（靈知）主義著作，但在拿·戈瑪第文庫中的版本已大幅被當時的諾斯底（靈知）思想編修
  - 《第八與第九的論說》（The Discourse on the Eighth and Ninth） - a Hermetic treatise
  - 《感恩禱告》（The Prayer of Thanksgiving (with a hand-written note)）- a Hermetic prayer
  - 《阿斯比烏21-29》（Asclepius 21-29）- another Hermetic treatise
- 抄本七:
  - 《沙姆意解》（The Paraphrase of Shem）
  - 《偉大的塞特第二篇》（The Second Treatise of the Great Seth）
  - 《诺斯底彼得啟示錄》（Gnostic Apocalypse of Peter）
  - 《秀華奴的教導》（The Teachings of Silvanus）
  - 《塞特三柱》（The Three Steles of Seth）
- 抄本八:
  - 《唆斯特利阿努》（Zostrianos）
  - 《彼得致腓力書信》（The Letter of Peter to Philip）
- 抄本九:
  - 《麥基洗德》（Melchizedek）
  - 《挪利亞之思想》（The Thought of Norea）
  - 《真理的見證》（The Testimony of Truth）
- 抄本十:
  - 《馬薩娜斯》（Marsanes）
- 抄本十一:
  - 《知識的解釋》（The Interpretation of Knowledge）
  - 《瓦倫廷注解》（A Valentinian Exposition）,《論聖膏》（On the Anointing）,《論洗禮》（一、二）（On Baptism (A and B)）及《論聖餐》（一、二）（On the Eucharist (A and B)）
  - 《阿羅基耐》（Allogenes）
  - 《依斯弗》（Hypsiphrone）
- 抄本十二：
  - 《塞克吐斯語錄》（The Sentences of Sextus）
  - 《真理的福音》（The Gospel of Truth）
  - 片段（Fragments）
- 抄本十三:
  - 《三形的普洛特諾尼亞》（Trimorphic Protennoia）
  - 《論世界的起源》（On the Origin of the World）